# السيطرة البرتغالية على الخليج العربي

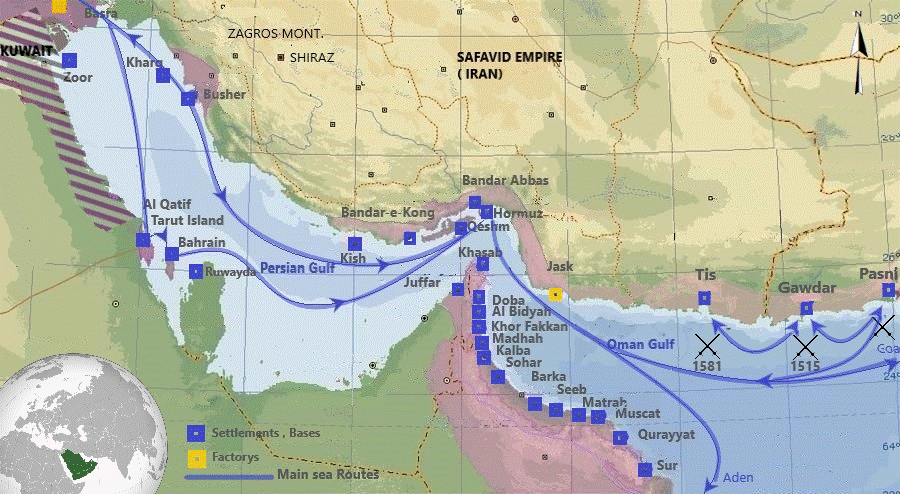
المستعمرات البرتغالية في الخليج وبحر العرب.

بدأ البرتغاليون عملياتهم العسكرية في الخليج العربي في سنة 1506م بهدف السيطرة عليه لأهميته الجغرافية والاستراتيجية بالتحكم بطرق التجارة، واستطاعوا السيطرة على الخليج العربي تدريجيًا، بإسقاط مدنه مدينة تلو مدينة بالقوة العسكرية المفرطة، فارضين سيطرتهم بصورة تعسفية، ومحتكرين التجارة والطرق التجارية لمدة قرن من الزمن. بسبب السياسة التعسفية والتسلط العسكري البرتغالي، لم يرضخ الخليجيون لذلك، وبدأوا عمليات مقاومة البرتغاليين، ولعبت حركات المقاومة العربية في الخليج العربي دورًا كبيرًا في إضعاف وإسقاط الوجود البرتغالي في الخليج والتخلص من هيمنتهم. وعُدّت حركات المقاومة الخليجية ضد البرتغاليين، من العوامل المهمة التي أدت إلى إضعاف وسقوط النفوذ البرتغالي في الخليج العربي.

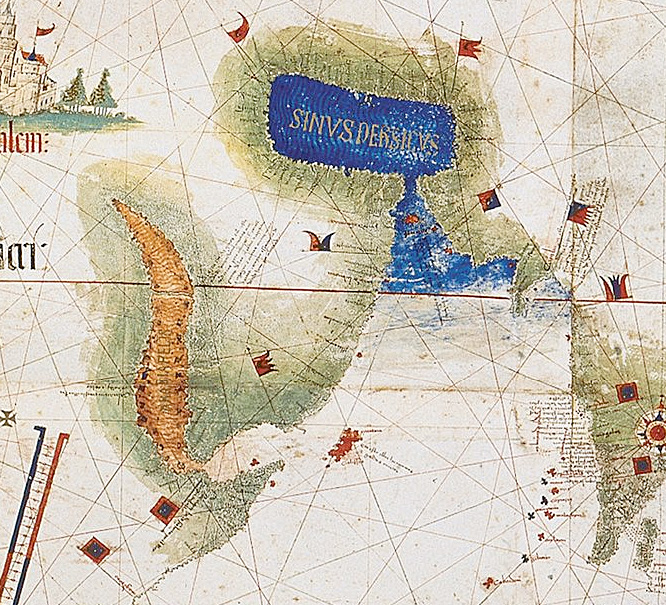
خريطة لشبه الجزيرة العربية تُظهر البحر الأحمر مع جزيرة سقطرى (باللون الأحمر) والخليج العربي (باللون الأزرق) مع مضيق هرمز (خريطة كانتينو، 1502)

## الخلفيَّة
كانت التجارة البحرية بين الشرق والغرب منذ أقدم العصور تسلك أحد طريقين أما طريق البحر الأبيض المتوسط ثم البحر الأحمر أو طريق الخليج العربي، وكلا الطريقين كان تحت سيطرة العرب، وأحيانًا كانت المشاكل والخلافات السياسية تغلق أحدهما أو كليهما، وحين يحدث هذا فإن نفائس الشرق التي تصدر إلى أوروبا تنقطع، إلا ما يسلك فيها طريقا وعرا غير مأمون عبر آسيا الصغرى، يضاف إلى ذلك أن أسعار تلك البضائع كانت عالية جداً ليس باستطاعة أغلب الأوروبيين اقتنائها لكثرة الرسوم الجمركية وأجور الشحن والتفريغ لمرات عديدة كما أن سقوط القسطنطينية بيد العثمانيين سنة 1453 جعل الطريق تحت رحمتهم. لذلك أصبح البحث عن طريق جديد مهمة ملحة للدول الأوروبية، وكانت البرتغال هي الدولة الأوروبية التي كرست أكبر قدر من جهودها للبحث عن هذا الطريق مدفوعة بعوامل اقتصادية ودينية، ساعدها على ذلك استقرار أحوالها السياسية وتشجيع ملوكها للرحلات البحرية، فقد اهتم هنري الملاح بشؤون البحر والإبحار، أنشأ مدرسة بحرية واستخدام البوصلة البحرية مكنت البرتغاليين من إدخال تحسينات في بناء السفن، ولا بد من القول بأن الوجود العربي في بلادالأندلس قد ساعد الأسبان والبرتغاليين على الإطلاع على معارف العلمية العربية والاهتمام بدراستها، فقرؤوا رحلات ابن بطوطة الذي زار الهند والصين وأفريقيا ووصف ثراء التجار الواسع حتى أن الواحد منهم ربما امتلك المركب العظيم بجميع ما فيه، وصححت المعلومات العلمية العربية الأفكار الخرافية السائدة في أوروبا خلال العصور الوسطى ومنها أن المياه الاستوائية في درجة الغليان وأن الشياطين والعفاريت يسكنون البحار والمحيطات.
كان الأمير البرتغالي هنري الملاح يسعى إلى تقويض مراكز الإسلام في أي مكان يستطيع الوصول إليه. وعليه؛ فقد احتل مدينة سبتة في المغرب عام 1415، واحتل أيضًا مدينة طنجة عام 1437، حيثُ كانت خطة هنري الملاح تنطوي على تطويق العالم الإسلامي.
وفي 1498م افتتح الرحالة الاستكشافي فاسكو دا غاما برحلته البارزة حول رأس الرجاء الصالح الطريق البحري إلى الهند، ونزل في ميناء «كاليكوت» الهندي. وقد أدّت تلك الحادثة إلى إحداث ثورة على التجارة الشرقية، وتزويد المحيط الهندي والخليج العربي بالقوى العسكرية، وتثبيت سيطرة البرتغاليين هناك. وكانت تلك الحادثة التي عملت على فتح الطريق التجاري البحري إلى الهند الوحيدة من نوعها، إذ لم يجرِ خلال العصور الوسطى حادثة مشابهة لها تأثير بعيد المدى. وعندما وصل البرتغاليون إلى المنطقة لم يكن الخليج يتمتع بكثافة سكانية كبيرة، كما أن معظم السكان كانوا يوجدون على الساحل وترتكز حياتهم الاقتصادية على التجارة البحرية والبرية، منذُ ذاك كانت سبل الحياة في الأراضي الداخلية قليلة مقارنة بالسواحل، ففي الصحاري الداخلية كانت الحياة البدوية هي الغالبة والتي تعتمد على تربية الماشية والخيول، ومصادر الدخل المتصلة بنقل التجاربة عبر البر، وبيع الخيول العربية والفارسية الأصيلة من موانئ شبه الجزيرة العربية الجنوبية والشرقية.

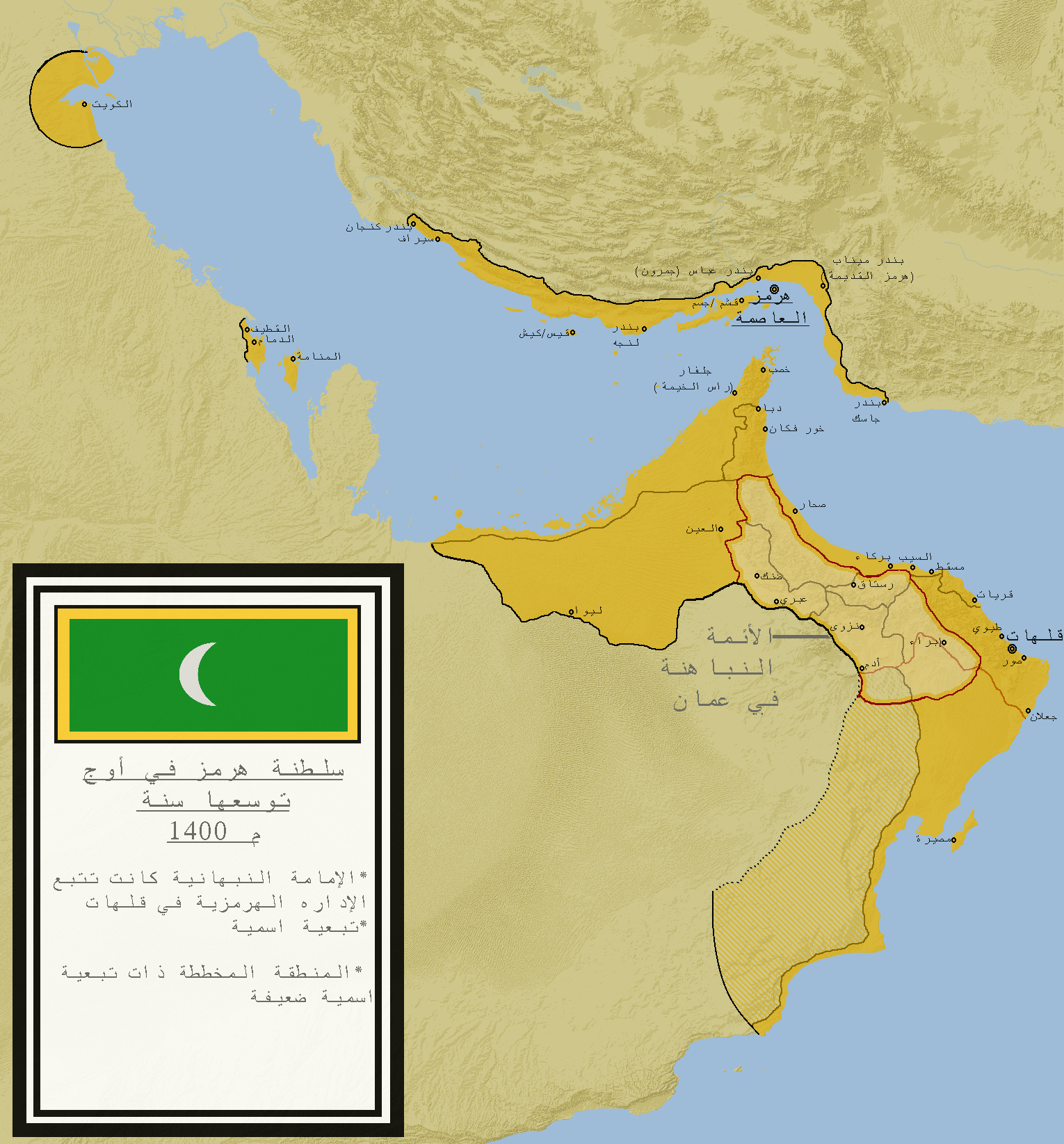
مملكة هرمز في أقصى امتداد لها في القرن 15

## الوضع السياسي في الخليج بداية القرن الـ 16
هرمز
كانت هرمز مملكة ثرية بسبب موقعها الاستراتيجي، الذي حولها إلى مركز مستودعات البضائع من ملقا وإندونيسيا وكاليكوت ومليبار وسواحل شرق أفريقيا إلى الغرب، إلا أنها تفتقر إلى القوة العسكرية، ولم تستطع الحفاظ على استقلالها في مواجهة القوى الكبرى في المنطقة -خصوصا في البر الفارسي مع الدولة الصفوية الناشئة- سوى دفع الإتاوات والضرائب التي عليها سنويًا لتفادي العدوان، فكانت تدفع للصفويين مبلغ 2000 أشرفي سنويًا بالإضافة إلى الهدايا العظيمة، كان يدفعها الوزير خواجة عطار باسم الملك سيف الدين أبا النصر، وبذلك استطاع الاحتفاظ باستقلال المملكة لبعض الوقت. وكانت الصراعات الأسرية داخل البيت الهرمزي قد مكنت الجبور من انتزاع الإحساء والقطيف منهم. والحصول على جزر البحرين بموجب اتفاق سياسي مع ملك هرمز سنة 1476م. وقد استمرت النزاعات الأسرية حتى قبيل وصول البرتغاليين سنة 1507.
إمارة الجبور
كان الجبور يحكمون إقليم البحرين قبل وصول البرتغاليين لمدة تزيد عن 150 عامًا. وتعد تلك الإمارة الوحيدة من الكيانات السياسية في المنطقة التي لم تخضع للبرتغاليين. وكان وصول البرتغاليين إلى المنطقة في عهد السلطان محمد بن أجود الجبري، وقد أعقبه في الحكم ابن أخيه الأمير مقرن بن زامل ولا يعرف تاريخ استلامه الحكم، إلا أنه كان آخر حكام الدولة الجبرية التي انتهت مع سقوط البحرين بيد البرتغاليين سنة 1521.
عُمان
استهلت عمان القرن السادس عشر بتولي محمد بن إسماعيل الإسماعيلي (1500-1535) بعد أن قتل الملك سليمان النبهاني، وفي زمنه ازدادت الفرقة وتشتت الكلمة، حيث تعرضت المقاطعات الداخلية الخاضعة للملوك النبهانيين لثورات الإباضيين المتحمسين لبعث الإمامة الإباضية خلال سنوات 1500-1624. وأدى ذلك إلى تردي الأوضاع السياسية وتفكك المناطق العُمانية، حيث تنازع الهرمزيون والجبور على السيطرة على سواحل عمان؛ فخضعت مسقط وخورفكان وقلهات وصور وغيرها من المدن الساحلية لمملكة هرمز، بينما تحدثت المصادر البرتغالية عن خضوع مناطق أخرى من عُمان (خاصة عمان الداخل) لحكم الجبور.

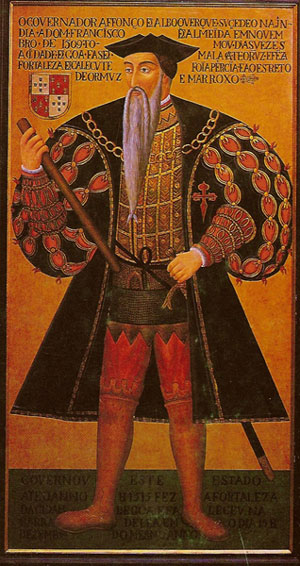
ألفونسو دي البوكيرك

## حملة ألبوكيرك
غادر أسطول برتغالي لشبونة بتاريخ 6 أبريل سنة 1506 بقيادة ترستاو دا كونها وألفونسو دي البوكيرك وتولّى ألبوكيرك قيادة سفينته بنفسه. وبعد الوصول إلى ماليندي، أرسل دا كونها مبعوثين بقيادة ألبوكيرك إلى الحبشة، التي كان يُعتقد في ذلك الوقت أنها أقرب إلى الهند مما هي عليه في الواقع. بعد فشله في الوصول إلى إثيوبيا، تمكن من إنزال المبعوثين في راس عسير [الإنجليزية]. بعد هجمات ناجحة على المدن العربية على ساحل شرق إفريقيا، احتلت الحملة جزيرة سقطرى وشيدت حصنًا في سوق، على أمل إنشاء قاعدة لوقف تجارة البحر الأحمر إلى المحيط الهندي. ومع ذلك تخلت عنها بعد أربع سنوات، حيث أدركت الحملة أن موقع سوقطرى سيئ لبناء قاعدة. ثم انفصل ألبوكيرك عن «تريستاو» الذي استمر في رحلته إلى الهند ليخفف عن البرتغاليين المحاصرين في كانور [الإنجليزية]، في حين أخذ البوكيرك سبع سفن و 500 رجل وغادر سوقطرة يوم 10 أغسطس تجاه هرمز في الخليج العربي أحد المراكز التجارية الشرقية الرئيسية.

### الهجوم على مدن ساحل عمان
وفي طريقه نحو هرمز مر البوكيرك بجزر كوريا موريا فالتقى هناك ب 30 أو 40 مركب صيد قادمة من هرمز ومن الساحل الفارسي، فقام بحرقها. ثم غادر الجزر نحو ميناء قلهات حيث رسا فيها، وأبدى أهلها استعدادهم لدفع الجزية له، وقد تمون الإسطول ثم دفع ثمن المواد التموينية التي حصل عليها. ثم اتجه نحو قريات التي قاومته مقاومة شرسة، ولكن تمكن البرتغاليون من دخولها. وقد لقي 80 من أهلها مصرعهم، في حين خسر البرتغاليون 3 جنود، فدمر البلدة وأحرقها. وأحرق 14 مركبا راسيًا في الميناء، ثم اتجه نحو مسقط. وقد وصلت أنباء كارثة قرياط إليهم قبل وصوله، فراحوا يحصنون الأسوار بالمدافع، ولكن لم تكن لديهم نية الدخول في حرب مع البوكيرك التي وصلها بعد أربعة أيام، ورسا بالقرب منها. فاستقبل وفد من أهالي المدينة أرسلهم حاكمها، حيث ناشدوه بعدم تعريض المدينة لآي تدمير، وأبدوا استعدادهم للتفاوض معه. فاشترط عليهم دفع ضريبة سنوية مثل التي كانوا يدفعونها لملك هرمز، وامداد إسطوله بالمؤن والماء والخضوع لملك البرتغال. فوافق المتفاوضون على امداده بالمؤن ولكنهم رفضوا الخضوع لملك البرتغال، فلم تصل المفاوضات إلى نتيجة خاصة بعد وصول تعزيزات كبيرة إليهم من هرمز، وأحس البوكيرك بأن الأهالي يستعدون للمقاومة والدفاع عن المدينة، فأصدر أمرًا لسفينتين من سفنه بقصف المدينة تمهيدا لشن هجوم عليها. فدافع الأهالي بعناد وأنزلوا بقوات البوكيرك خسائر كبيرة، ولكنه تمكن من اقتحام المدينة والاستيلاء عليها، وأعمل فيها مذبحة رهيبة بين الأهالي. ثم فرض عليها غرامة مالية وقدرها 10 آلاف أشرفي ذهب، على أن تصل إليه ظهر اليوم التالي وإلا سيحرقها. فلما عجز الأهالي عن دفعها أمر البوكيرك بإحراق المدينة ومعها مسجدها الكبير والسفن الراسية في الميناء، أما الأسرى من النساء والرجال فقد أخلى سبيلهم بعد جدع أنوفهم وصلم آذانهم. وقد كتب البوكيرك عن مسقط قائلًا: 
بعد مسقط اتجه البوكيرك نحو صحار فاستولى عليها سلمًا، فأقر حاكمها في مكانه شريطة الخضوع لحكم الملك عمانويل وأن يدفع الأموال التي كان يدفعها لمملكة هرمز، وكانت 1500 دينار أشرفي. وبعدها توجه صوب خورفكان التي قاومته، فقصف المدينة بالمدافع واقتحمها جنوده، فتراجع الأهالي إلى القلعة وتحصنوا بها. فأرسل البوكيرك خلفهم ابن أخيه أنطونيو، فواجه مقاومة عنيفة ألحقت بالبرتغاليين خسائر فادحة. فلما خارت مقاومة الأهالي نكل بهم، وأحرق المساكن وقطع آذان وأنوف الأسرى، ونهبت المدينة لثلاثة أيام. فقد كانت عمان قبل قدوم البرتغاليين تعيش في رخاء من الزراعة والتجارة، إلا أن الغزو البرتغالي قطع تجارتهم وخرب موانئهم، التي أخضعها تحت سيطرته وشيد القلاع في الكثير من سواحل خليج عمان والخليج العربي. فقد بنى البرتغاليون في مسقط قلعتي الجلالي والميراني على أنقاض قلاع قديمة.

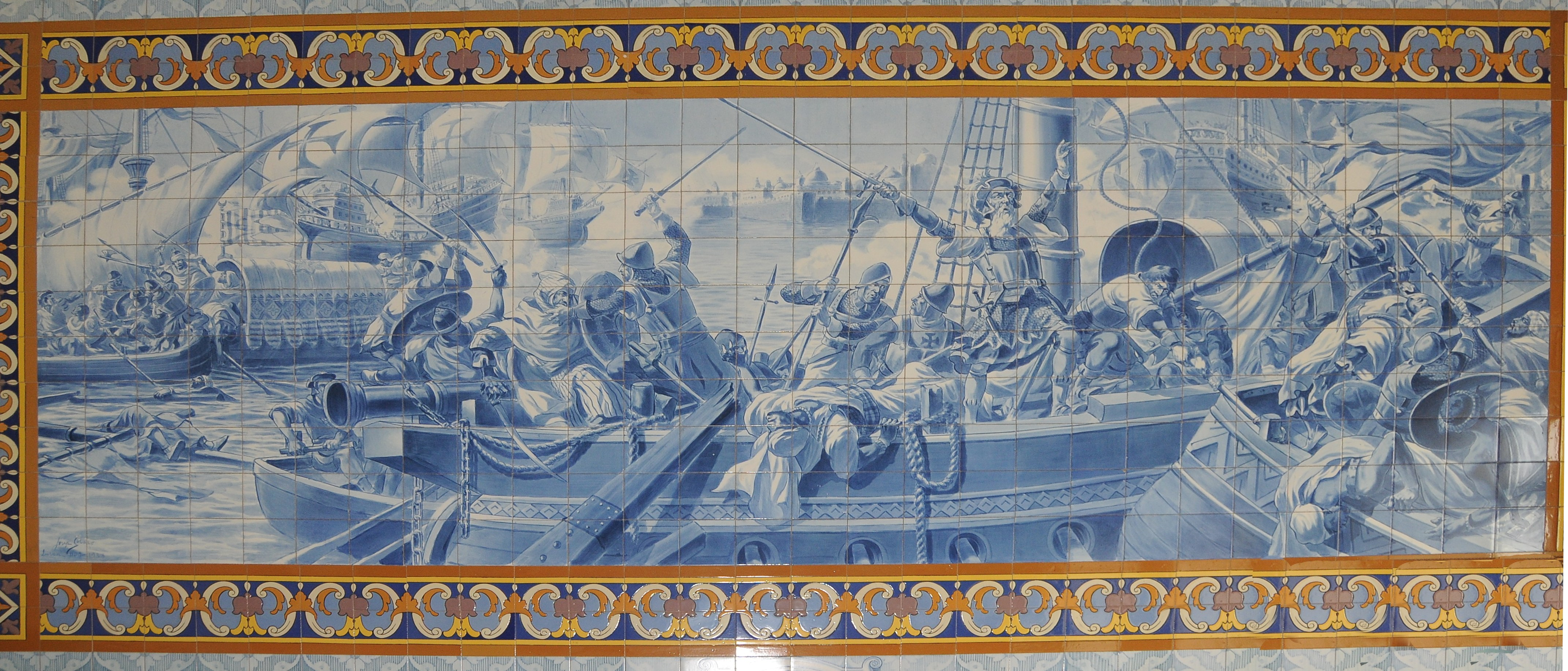
البرتغاليين بقيادة ألفونسو دي ألبوكيرك يفتحون جزيرة هرمز.

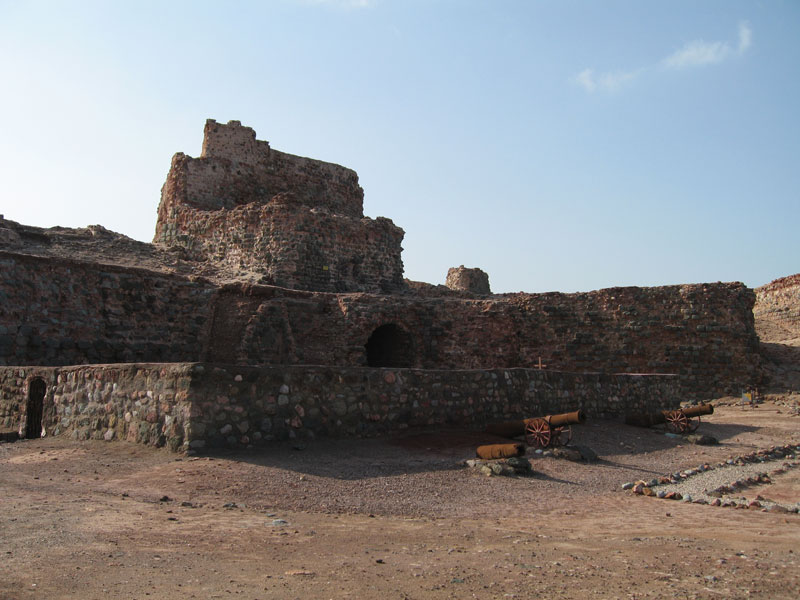
قلعة سيدة الحمل البرتغالية في جزيرة هرمز على مضيق هرمز في إيران.

### احتلال هرمز
ثم توجه ألبوكيرك نحو مملكة هرمز على مضيق هرمز مدخل الخليج الوحيد في 25 سبتمبر 1507م ليهاجمها. وكانت الجزيرة محطة تجارية هامة وتشرف على موقع استراتيجي هام. فأخضعها لسيطرته وبنى فيها قلعة ضمن استراتيجيته العسكرية التي انتهجها، أطلق عليها تسمية «قلعة سيدة النصر» في بادئ الأمر، قبل أن تتحول لقلعة سيدة الحمل. خضع سكّان الجزيرة طوعًا للبرتغاليين بعد أن هابوا مقدرتهم العسكرية وبطشهم، حيث كان ألبوكيرك عنيفاً وشرساً في التعامل مع أهالي المنطقة، فلم تخل مدينة احتلها من بطشه فقد قيل عنه أنه قتل العُّزَّل أيضًا من النساء والأطفال والشيوخ. وبعدها فرض الضرائب الباهظة. وبعد بضعة أيام من استقرار البرتغاليين في الجزيرة، وصل وفد فارسي يحمل رسالة من الشاه إسماعيل الصفوي، يُطالب فيها البرتغاليين بدفع الجزية لقاء بقائهم في الجزيرة، فجاء رد ألبوكيرك بأن الجزية الوحيدة التي ستحصل عليها بلاد فارس وملكها، ستكون قذائف المدافع ورصاص البنادق، وهنا بدأ النزاع بين البرتغاليين والشاه، فسارع ألبوكيرك في أعمال بناء القلعة سالفة الذكر تحسبًا لأي نزاع عسكري مع الفرس، وأرغم كامل طاقمه بالعمل في البناء مهما اختلفت رتبهم، فانتفض عليه بعض الضبّاط قائلين بأنه تخطى أوامره الواضحة بالتوجه إلى الهند، وثاروا على العمل الشاق والمناخ وغادروا إلى الهند. مع تقليص أسطوله إلى سفينتين وتركه بدون إمدادات، لم يتمكن من الحفاظ على موقعه. فأجبر في يناير 1508 على التخلي عن هرمز، أغار على القرى الساحلية لإعادة إمداد مستوطنة سقطرى، ثم اتجه بعدها إلى سواحل مليبار في الهند وقد زادت قطع أسطوله إلى ثمانية سفن حربية. ومع ذلك فقد كان ألبوكيرك يرى أن استعادة هرمز التي فقدها أهم عنده من السيطرة على عدن.
في 12 شوال 914 هـ / 3 فبراير 1509 خاض ألميدا معركة ديو البحرية ضد أسطول مشترك من المماليك والعثمانيين وسامري كاليكوت وسلطان غوجارات [الإنجليزية]. كان انتصاره حاسمًا: حيث تخلى العثمانيون والمماليك عن المحيط الهندي، مما سهل الطريق أمام الحكم البرتغالي هناك لقرن كامل.

### احتلال هرمز الثاني
جرت تغييرات مهمة في هرمز بين 1507 و 1515 دفعت ألبوكيرك إلى اتخاذ خطوة في أقرب وقت ممكن: فقد قُتل خوجة عطار، والوزير الجديد ذراعه اليمنى رايس نور الدين والي قد قتل الملك سيف الدين بالسم، وأحل محله شقيقه توران شاه البالغ من العمر ثمانية عشر عامًا. لكن رايس نور الدين بدوره طُرِد من السلطة من قبل ابن أخيه رايس أحمد من خلال انقلاب واستمر في السلطة من خلال العنف والقمع بدعم من فصيل معارض في البلاط، مما أدى إلى خوف الشاب توران شاه بشبح الاغتيال أو سمل العين.
قرر البوكيرك أن يرسل حملة أخرى بقيادة ابن أخيه بيرو، فأقلع بإسطوله في صيف 1513 وجال حول سقطرى. ثم توجه نهاية مايو 1514 / 920 هـ إلى هرمز، غير أنه لم يحقق شيئا يذكر في مفاوضاته في هرمز بشأن استرداد الحصن ودفع الجزية، وذلك لأن ملك هرمز قد اعترف فعليًا بسيادة الشاه إسماعيل الصفوي، فما كان منه إلا أن انزل بعض البضائع بإشراف اثنين من الوكلاء التجاريين، ثم أبحر في يوليو ومعه 4 سفن نحو البحرين لاستكشافها تمهيدًا لغزوها. قيل أنه حاول الرسو فيها، ولكنه فشل بسبب قوة تحصين الجزيرة، إلا أنه علل فشله بأن الرياح عاكسته. فعاد بيرو إلى غوا في سبتمبر 1514 وقدم تقريره إلى عمه البوكيرك. فأبحر ألبوكيرك في فبراير 1515 بإسطول من 27 سفينة و 1500 برتغالي و 700 مالاباري في غوا، وفي مارس 1515 رسا البرتغاليون مرة أخرى أمام هرمز، على صوت الأبواق وطلقات المدفعية القوية؛ "بدت السفن وكأنها تشتعل"، كما روى شاهد العيان غاسبار كوريا لاحقًا.
وجد البرتغاليون هرمز محصنة ومجهزة لصراع طويل؛ ومع ذلك لم يعارض الملك توران شاه ورئيس نور الدين دخول ألبوكيرك، على أمل أنه قد يكون حليفًا ضد المغتصب رايس أحمد (الذي وصفه البرتغاليون بأنه طاغية)، حيث أثبت البرتغاليون بالفعل أنهم مهتمون بالتجارة والجزية فقط وليس بالسيطرة الفعلية على المملكة. وهكذا في 1 أبريل سمح الملك توران شاه للبوكيرك بإنزال قواته واستعادة هرمز رسميًا دون إراقة دماء، فرُفع علم البرتغال مرة أخرى فوق الجزيرة.

### الإدارة البرتغالية

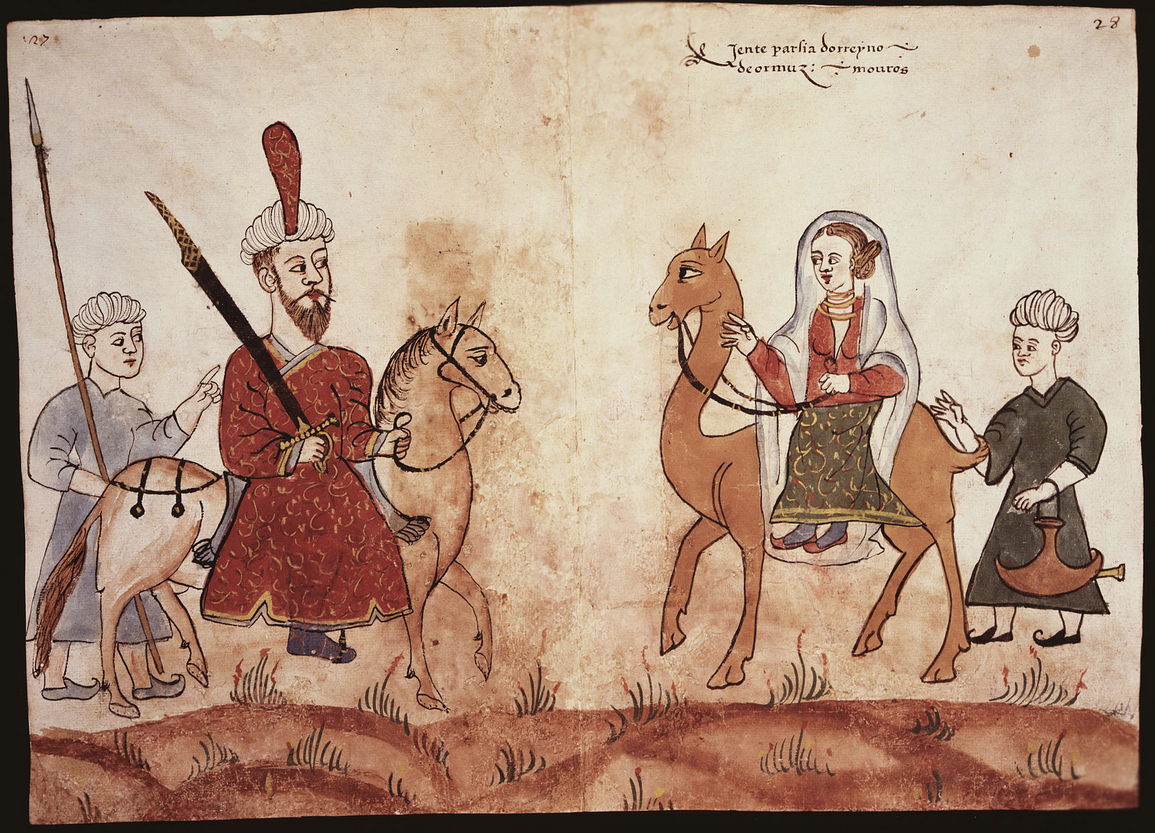
أهالي هرمز الفرس كما رسمها البرتغاليون في مخطوطة كازاناتنس.

حكم ألبوكيرك هرمز حكمًا غير المباشر: بحيث سُمح للملك أن يحكم مملكته باعتباره تابعًا للتاج البرتغالي، ولكن تم نزع سلاحه. وسيطر البرتغاليون على الدفاع، ولم يتبق سوى حرسًا ملكيًا، مما جعلها فعليًا محمية. وفرض عليها الجزية السنوية 15 ألف أشرفي، وقام البوكيرك بتحصيل الجزية المتأخرة: 120 ألف أشرفي. وكان هذا المبلغ يرتفع تدريجيًا خلال القرن السادس عشر.
أثقلت المؤامرات العنيفة القديمة بين مختلف فصائل البلاط في هرمز، وقمع الرايس أحمد الوحشي العديد من التجار عن التوجه إلى المدينة في السنوات الأخيرة. فأدى ذلك إلى تراجع التجارة؛ ولكن الوضع تحسن بعد استيلاء البرتغاليين. وفي الوقت نفسه جعل وجود القوات البرتغالية في هرمز الملاحة أكثر أمانًا في الخليج. أرسل حكام البصرة والبحرين ولار والحكام الفرس المجاورين سفارات إلى البوكيرك سعياً وراء إقامة علاقات ودية.
نظرًا لأن جميع التجارة البحرية بين الهند والشرق الأوسط تمر عبر هرمز، فقد قدر مؤلفون برتغاليون معينون مثل جاسبار كوريا إجمالي الإيرادات السنوية لهرمز بحوالي 140,000 كروزادو [الإنجليزية] -الكروزادو=2 أشرفي-، 100,000 من الجمارك وحدها؛ وذكر المؤرخ البرتغالي خواو دي باروس أنه في سنة 1524 كانت إيرادات الجمارك 200,000 كروزادو. وبعد تأمين هرمز استولى ألبوكيرك على تجارة خيول الحرب الإستراتيجية، والتي كانت تصدر من شبه الجزيرة العربية وبلاد فارس إلى الهند عبر هرمز، ووجهها إلى غوا. من بين جميع الممتلكات البرتغالية في الشرق أصبح هرمز مصدرًا حيويًا لدخل دولة الهند البرتغالية.
التفاوض مع الصفويين
خلال وجوده في هرمز وصل إلى البوكيرك سفارة من الشاه إسماعيل الصفوي حاملا عدة مقترحات، وقد أجيب إلى بعضها. وانتهت المفاوضات بتوقيع اتفاقية هرمز 1515، والتي توافق الدولة الصفوية على أن تصبح هرمز مملكة خاضعة لملك البرتغال، مقابل تعهد البرتغاليين بمساعدتهم في احتلال البحرين والقطيف، بالإضافة إلى الوقوف إلى جانبهم ضد الدولة العثمانية.

## احتلال البحرين
أظهر البرتغاليين عزمهم في احتلال البحرين لوجود مغاصات لؤلؤ تدر أرباحًا وفيرة، قدرها توران شاه ملك هرمز بحوالي 40 ألف أشرفي. فشنوا عددًا من الهجمات على تجارة اللؤلؤ الخاصة للجبور، وذكرت المصادر أنهم نهبوا سفينة داخل مياه الخليج العربي كانت قادمة من البحرين وعليها حمولة من اللؤلؤ سنة 1509. وازدادت تلك الرغبة وضوحًا عندما سمح البوكيرك للوزير الهرمزي خوجا عطار في احتلال البحرين سنة 917هـ/1511م، وقد نجحت تلك الحملة في انتزاع البحرين من الدولة الجبرية عن طريق خيانة أحد مساعدي مقرن بن زامل، إلا أنهم اجبروا على الانسحاب بعد أن هدد الجبور باحتلال سواحل عمان الخاضعة لسلطان هرمز. وفي يوليو 1514م/920هـ حاول بيرو البوكيرك احتلال البحرين ولكنه فشل. وكان هو أول برتغالي يقترب من البحرين. هنا أدرك البرتغاليون وحكام مملكة هرمز أن الاستيلاء على البحرين بمفردهما سيكون مشروعًا فاشلا، لأنها خاضعة لحكم الدولة الجبرية القوية التي تحكم إقليم البحرين وعمان الداخل وحتى بلاد الحجاز.
كان أمراء الجبور يدفعون ضريبة سنوية لهرمز مقابل تملكهم البحرين، ولكنهم استغلوا احتلال البرتغال الثاني لهرمز سنة 1515م فبدأوا بالمماطلة بتسديد الضرائب حسب شروط الاتفاقية بينهم وبين هرمز منذ أيام الأمير أجود بن زامل، فبدا انكشاف العجز المالي الذي يواجه الخزينة الهرمزية. لذا لجأ الهرامزة إلى البرتغاليين يحرضونهم على غزو البحرين والقطيف لاستعادتها واسترجاع الضرائب المتأخرة لفائدة الطرفين الهرمزي والبرتغالي، وتنفيذا لبنود الاتفاق بينهما يلزم البرتغال بالدفاع عن مملكة هرمز وممتلكاتها ضد أعدائها. وبما أن البرتغاليين لايمكنهم قهر الجبور برًا لتفوقهم في العمق الاستراتيجي القبلي، لذا فقد لجأوا إلى عمل عسكري يعتمد على تفوقهم البحري.

### الحملة الأولى على البحرين 1520
في 926هـ/ سبتمبر 1520م استغل البرتغاليون فرصة غياب الأمير مقرن الجبري إلى الحج لغزو جزر البحرين بالاتفاق مع ملك هرمز «توران شاه»، فحشدوا في هرمز قوات كبيرة جندوها من سواحل الخليج الأخرى، ويدعمها الأسطول البرتغالي بقيادة «جومز ديسوتا مايور». وقوام الأسطول ثلاث سفن برتغالية كبيرة بمدافعها ومعها مئة وعشرين بحارًا، وأربعين سفينة ذات مجاديف لملك هرمز وعليها 1200 جندي وبعض الفرسان.
وقد واجه هذا الهجوم الشيخ حميد ابن أخت الأمير مقرن ومعه أهل البحرين، فقاد مقاومة شديدة ضد الحملة البرتغالية، وعطل نزول الجنود إلى البر. كما أدى هبوب الرياح والعواصف غير المتوقعة إلى تشتيت السفن الصغيرة للإنزال الأولي. لذا فقد أحبطت المحاولة الأولى على البحرين. وعلى الرغم من أن القائد سوتا مايور انتظر حوالي 13 يومًا في البحر قبالة سواحل البحرين وصول النجدة ومعها أسلحة وقنابل المدافع لدعم قواته، إلا أنها لم تصل أبدًا، فاضطر لكي يعود أدراجه إلى هرمز. وفشلت الحملة البرتغالية الآولى من تحقيق أهدافها.

### الحملة الثانية على البحرين 1521

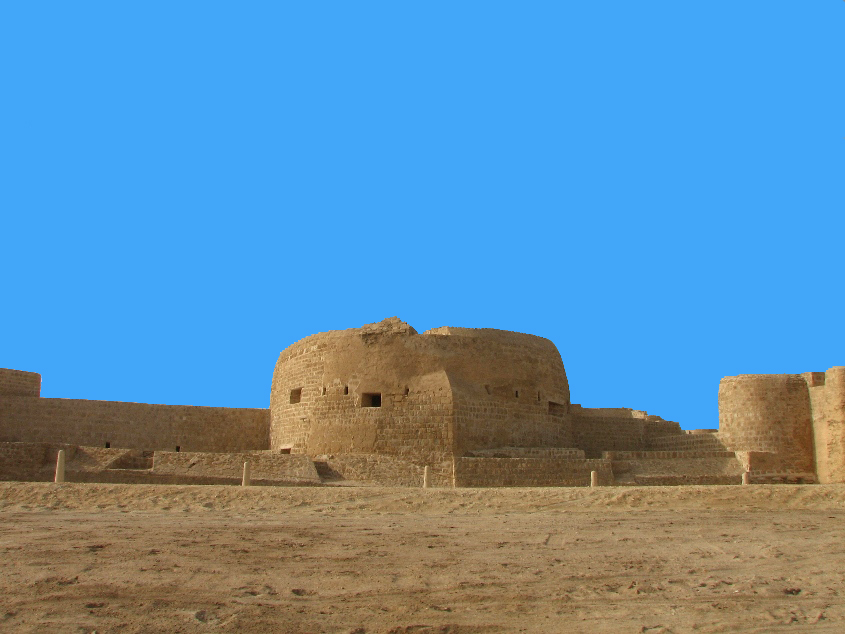
قلعة البحرين

أصدر الحاكم البرتغالي العام في الهند ديوغو لوبيز دي سيكويرا أوامره باحتلال البحرين وإعادة ضمها إلى مملكة هرمز، وكلف ابن أخيه أنطونيو كوريا بقيادة الحملة. فحرص كوريا على أن تكون حملة هذه السنة أقوى من التي سبقتها. فجهز سبع سفن برتغالية كبيرة بمدفعيتها، بها 400 محارب برتغالي.، وأعد الهرمزيون 200 مركب صغير عليها 3000 محارب من الفرس والعرب التابعين لأمير هرمز، بقيادة الرايس شرف الدين. وتحركت الحملة يوم 15 يوليو 1521/927هـ نحو البحرين، إلا أنها تأخرت بسبب الرياح العاتية والعواصف. وبالنهاية وصل البرتغاليون يوم 21 يوليو، ووصل الهرمزيون يوم 27 يوليو.
عندما وصله خبر الاستعداد البرتغالي لغزو البحرين عاد الأمير مقرن بن زامل إلى بلاده بعد الحج بسرعة لعمل التحصينات اللازمة لمواجهة الحملة البرتغالية الهرمزية. كانت الاستعدادات بإعادة بناء سور قلعة البحرين، وبنى حاجزًا كبيرًا من الجص والجير قبالة الواجهة البحرية للقلعة لحماية المدينة، كما وضع المتاريس على الساحل أمام القلعة حيث المياه الضحلة لمنع البرتغاليين من النزول إلى ذلك المكان. كما أنشأ العديد من الخوازيق والخنادق والمتاريس حول القلعة وداخلها. أما الاستعدادات القنالية، فقد جهز مقرن -حسب المصادر البرتغالية- أكثر من 11,000 مقاتل مزودين بمختلف الأسلحة، و300 فارس و400 من رماة السهام و20 تركيًا من حملة البنادق (التفنكجية).
وفي يوم 27 يوليو 1521 هاجمت القوات البرتغالية السور الذي أقامه الأمير مقرن، بعد أن ظلوا يدكونه بالمدافع. وخوفا من خيانة جنود هرمز -لعدم ثقة البرتغاليين بهم- فقد أمرهم أنطونيو كوريا بأن يبقوا في المراكب قريبًا من الساحل إلى أن يرسل إليهم إشارة النزول. ثم نزل أنطونيو ومعه 170 مقاتل وبجانبه أخوه ومعه 50 فارسًا إلى البر أمام القلعة، وعبروا الخندق. وتسلقوا الحائط الذي تضرر من قصف المدافع. وعندها انسحبت قوات مقرن ولجأت إلى المدينة حسب مخطط مدروس. فظن البرتغاليون أنهم انتصروا فعلًا، فطاردوا قوات مقرن نحو المدينة. فعندئذ قامت مجموعة أخرى من قوات مقرن بالالتفاف حولهم، وحاصروا البرتغاليين بين المدينة والسور الخارجي للقلعة، وبدا الرمي عليهم من كل جانب، فتكبد البرتغاليون عددًا كبيرًا من القتلى. فكان موقف كوريا صعبًا جدًا، حتى أنه أصيب بجرح في ذراعه اليمنى. فجنود مقرن من جهة والبحر من جهة ثانية.
تضيف المصادر البرتغالية التي كتبت عن المعركة -ونقل عنها جميع الكتاب المعاصرين- بأن الجنود قد أصابهم السأم والتعب والإرهاق الشديد. ذلك أن المعركة جرت في حر الصيف الساخن واستمرت لأكثر من يوم، وكانت تتوقف أحيانًا بسبب شدة الحرارة، ثم يعاود الطرفان الهجوم والهجوم المضاد. فازداد تعب القوات البرتغالية التي لم تعتد على مثل تلك الحروب مع العرب في الخليج، وازداد اضطرابهم بعد جرح قائدهم أنطونيو كوريا، فبدا لدى القوات البرتغالية فكرة الرضوخ بالهزيمة والانسحاب، ولكن ظهرت مفاجأة وهي إصابة الأمير مقرن بطلق ناري في رأسه وقيل في كتفه أو فخذه (وقيل قذيفة مدفع)، نقل على أثرها إلى أحد المساجد خلف ميدان القتال. واستلم الشيخ حميد ابن أخته قيادة الجيش، إلا أن وفاة الأمير مقرن بعد ثلاثة أيام -وقيل ستة أيام- كان له وقع الصاعقة، فانهارت معنويات جيشه ودبت روح الهزيمة في صفوفهم، وارتفعت معنويات البرتغاليون المنهارة، وشجعهم على مواصلة القتال، خاصة بعد فرار العديد من جنود الجيش الجبوري من أرض المعركة. فقرر الشيخ حميد سحب ماتبقى من قوات الجبور إلى القطيف ريثما تتمكن من إعادة تنظيم صفوفها من جديد وتستعيد قدرتها. وقد حال الإعياء والإنهاك في صفوف الجيش البرتغالي وكثرة الإصابات بينهم من مطاردة أهالي البحرين وجنود مقرن، فطلب أنطونيو من شرف الدين القيام بتلك المهمة. وقد حرص الشيخ حميد أثناء انسحابه أن ينقل معه جثمان خاله ليدفنه في الإحساء، ولكن طاردتها سفن الهرامزة بقيادة الوزير شرف الدين الذي قرر أن يستولي على جثمان الأمير مقرن، وقام بقطع رأسه وحمله معه إلى هرمز. وقيل أن أنطونيو هو الذي أمسك بالسفينة المقلة للجثمان وأنه هو الذي احتز رأسه.
بعد أن استتب له الأمر في البحرين أبحر انطونيو كوريا في شهر أغسطس إلى غوا لمقابلة حاكم الهند دي سكويرا الذي أقر جميع القرارات والإجراءات الإدارية باستثناء انفراد الهرمزيين بمسؤولية جمع الضرائب، فأمر بتعيين موظفي الجمارك من البرتغاليين في البحرين وعمان، وتم تأسيس مركز جمرك برتغالي في البحرين بإشراف إدارة برتغالية بحتة لجمع الضرائب، مما أثر على اقتصاد هرمز، فأثار سخط وحفيظة الهرمزيين، إذ تبين للملك الهرمزي تورنشاه أن فائدتهم من احتلال البحرين قد ذهبت بلا معنى. فأشعل ثورة سميت بثورة الجمارك.

## الحروب والتمردات

### ثورة الجمارك
أمر الحاكم العام البرتغالي للهند سنة 1521 بأن يكون موظفي الجمارك في البحرين وهرمز وصحار وقريات من الضباط البرتغاليين فقط، مما أثار سخط وحفيظة أهالي الخليج الذين تضرر اقتصادهم جراء ذلك، وذلك لأن هؤلاء الضباط ذوي أخلاق فاسدة ومرتشين ولايفقهون في التجارة شيئا، فخطط ملك هرمز تورانشاه مع وزرائه للثورة والعمل على طرد البرتغاليين من المنطقة. فأرسل رسائل سرية إلى موانئ البحرين والقطيف وساحل عمان مضمونها التخلص من الوجود البرتغالي، وجرى تحديد ساعة الصفر فجر يوم 30 نوفمبر، على أن تقوم الثورة في جميع الموانئ دفعة واحدة حتى لايجد البرتغاليون ملاذًا آمنا يحتمون به.
وعندما حان الموعد المحدد للثورة والذي بدأ في هرمز، قامت مجموعة بقيادة شاهبندر التجار بهجوم على السفينتين البرتغاليتين، وأشعلوا فيهما النار. وكانت إشارة للبدء بهجوم فوري على الجنود البرتغاليين الذين كانوا نائمين في بيوتهم في المدينة، فتمكنت مجموعات مهاجمة من الجنود والأهالي الغاضبين من قتل وأسر أكثر من 60 برتغاليًا في هرمز وحدها أثناء الهجوم، أما البقية فتمكنوا من الهرب واللجوء إلى قلعتهم في ميناء هرمز، حيث تحصنوا فيها وظلوا على تلك الحال في انتظار وصول النجدة. وفي البحرين تعرض البرتغاليون للهجوم في كل المواقع والمكاتب العسكرية في المدينة، وقُتِل عدد من جنودهم، وهرب الباقون إلى سفنهم في البحر. واستولى الثوار على مركز التجارة البرتغالية في الجزيرة، وقبضوا على رئيسها ويدعى «روي بالي»، حيث شنق على إحدى أشجار النخيل قرب القلعة التي تعرضت للهجوم أيضا. وفي صحار استطاعت مجموعة قليلة من البرتغاليين النجاة بأنفسهم والمحافظة على حياتهم. أما في قلهات فقد جرى فيها تسريب عن موعد الثورة وتوقيتها إلى الحامية البرتغالية التي تمكن عدد من جنودها من الهروب سريعا إلى سفنهم ومعهم أمتعتهم الثمينة، ومع ذلك فقد اعترض الأهالي الحاكم البرتغالي وجنوده وقتلوا عددا منهم وأسروا الباقين. وبسبب تسريب المعلومات فقد عزل ملك هرمز حاكم قلهات وعين حاكما آخر أثناء الثورة في بداية 1522 واسمه ديلامير شاه. وفي مسقط فقد كانت الظروف مختلفة، فهي لم تثر مثل باقي المدن، وقد وجد البرتغاليون فيها بعض الأصدقاء والحماية لهم، وكذلك ظهر لأول مرة إسم والٍ عربي في المدن الساحلية الخاضعة لهرمز، وأسمته المصادر البرتغالية إسم «الشيخ راشد». وكان الشيخ راشد على خلاف مع ملك هرمز، وتظاهر بموافقته على إعلان الثورة، إلا أنه انتهز الثورة ليستغلها لصالحه ويتخلص من تبعيته لهرمز ويعلن استقلاله بمسقط. ولكن الحقيقة أن الشيخ راشد رغم عدم مشاركته في الثورة باسم مسقط لم تكن لديه الشجاعة ولا القوة العسكرية الكافية ليبقى في المدينة لمواجهة الهرامزة بقيادة «رئيس ديلامير شاه» حاكم قلهات الجديد مطلع 1522م. لذلك فقد هرب خارج مسقط مع بعض اتباعه بانتظار البرتغاليين لنجدته.
أرسل الدوم دورات دي مينزيس [الإنجليزية] نائب ملك البرتغال في الهند حملة بقيادة مانويل دي سوزا لنجدة المحاصرين، وقد تمكنت تلك النجدة من تخليص المحاصرين في قلعة هرمز ونقلهم إلى مسقط، التي وجدها ديسوزا شبه مهجورة بسبب فرار الشيخ راشد وأتباعه منها. فتوجه ديسوزا إلى قلهات أولا، وطلب من وزير ديلامير شاه «الخواجة زين الدين» إطلاق سراح الأسرى البرتغاليين في قلهات، ولكن الوزير ماطل بأنه بانتظار رسالة من هرمز. وبما أن قوة هذا القائد البرتغالي كانت ضعيفة فقد اضطر إلى الانتظار أمام قلهات لحين وصول النجدة من الهند، وقد وصلت النجدة في شهر فبراير 1522 بقيادة الدوم لويز شقيق نائب الملك، وتتكون من 8 سفن بكامل تجهيزاتها من الأسلحة والرجال. وكان هدف تلك الحملة هو القضاء على تلك الثورة، واستعادة السيطرة البرتغالية للمنطقة من جديد.
وحين توقف الأسطول البرتغالي في قلهات، كان حاكمها ديلامير شاه في طريقه إلى مسقط للانتقام من الشيخ راشد. فطلب لويز من الوزير خواجه زين الدين إطلاق سراح الأسرى البرتغاليين لديه وعددهم حوالي 20 أسيرًا، فرفض الوزير زين الدين متعللًا بأن ليست لديه صلاحية، ولابد من انتظار عودة الحاكم ديلامير شاه. واثناء ذلك تمكن الشيخ راشد من مباغتة الهرمزيين خارج المدينة وهزمهم وقتل ديلامير شاه. وبعدها بيومين وصل لويز ميناء مسقط، فوضع فيها حامية من 20 جنديا، وعززها بمرابطة سفينة حربية في الميناء بصفة دائمة. وفي صحار حاول الشيخ حسين بن سعيد زعيم قبيلة الجبور الاستيلاء عليها، فحاصرها بـ 500 فارس و4000 راجل، ثم اتصل به الدوم لويز طالبًا التعاون معه في اقتحام المدينة، فاتفقا على أن يحكم الشيخ حسين المدينة ولكن تحت السيادة البرتغالية. وأن يدفع الضريبة السنوية للبرتغاليين بدلا من الهرامزة. وفي مارس 1525م/12ربيع الآخر 928هـ حاصر الشيخ حسين المدينة من البر، وحاصرها الإسطول البرتغالي من البحر، وتمكن خلال ذلك الوالي الهرمزي شهاب الدين من الفرار إلى هرمز تاركًا رجال الحامية وعددهم 80 جنديًا بلا قيادة في قلعة صحار، فاستسلموا في الحال. واضطر سكان صحار طلب الحماية من الجبور خشية تنكيل البرتغاليين بهم. فوافق الشيخ حسين على العرض شرط خروج الحامية الهرمزية من المدينة. ثم بدأ البرتغاليون بنزول المدينة من الساحل وأخذوا ينهبونها ويشعلون النار في المباني وقتلوا بعض سكانها عمدًا. فاستاء الشيخ حسين من هذا التصرف واحتج لدى الدوم لويز على ذلك، ولكن تم تسوية الخلاف بين الجانبين وسلموا له المدينة وعينوه واليًا عليها بشرط ألا تكون له علاقة بهرمز، كما عينوا بجانبه مأمورا برتغاليا لجمع الضرائب.
أما في هرمز فقد دب الرعب في قلب تورانشاه بعد وصول الإسطول البرتغالي. وأدرك أن خطة الثورة قد فشلت. لذا وخشية من أن تسقط هرمز بيد البرتغاليين مرة أخرى فقد جمع كل ما خف وزنه وغلا ثمنه والأموال والذهب، ثم قام بإحراق مدينة هرمز وهرب إلى جزيرة قشم المجاورة، وظلت هرمز تحترق لأربعة أيام ولكن الملك بعد وصوله جزيرة قشم قد وجد ميتًا بالسم أواسط سنة 928هـ/1523. وقيل أن الوزير شرف الدين هو الذي دس له السم في الطعام، وقيل أيضًا أن للشيخ حسين بن سعيد يدًا في مقتل تورانشاه في قشم، وأيضًا قيل بأن أهالي الجزيرة هم من اغتالوه.
أما في البحرين فقد اعتمد البرتغاليون سبيلا لاسترداد سيادتهم عليها، فأقر البرتغاليون بعد ترتيب اتفاق بالحكم الذاتي للبحرين مع وجود مستشار برتغالي مع الحاكم.
بعد أن خمدت الثورة، عين الدوم لويز دي منزيس في سنة 1523 محمد شاه سيف الدين أبا النصر ابن الملك تورانشاه ملكًا جديدًا على هرمز، وقد كان عمره 13 سنة، وعين هذا الصبي الرايس أو الرئيس شرف الدين وزيرًا له.
وخلال تلك الفترة العصيبة أرسل الشاه إسماعيل الصفوي إلى هرمز مطالبًا من الملك محمد شاه بالضرائب التي لم تدفعها هرمز منذ اتفاق البوكيرك 1515م، وهدد بأنه سيمنع مرور القوافل التجارية البرية من خراسان وكرمان وفارس إلى سواحل الخليج وهرمز. فاعتذر محمدشاه للبرتغاليين عن دفع الضرائب متذرعًا بحصار الصفويين الاقتصادي. وهنا قرر دورات مينزيس أن يسارع لعقد اتفاقية جديدة معه لإسكات مطالب الشاه إسماعيل في ضرائب هرمز، وعقدت تلك الاتفاقية في بندر ميناب على الساحل الفارسي، وسميت ب«معاهدة ميناب» في 2 رمضان 929هـ/23 يوليو 1523م.
يمكن اعتبار تلك الاتفاقية المجحفة نتاج إخفاق ثورة الجمارك 1521، حيث ألغيت الإدارة الوطنية في هرمز، وصار تجارها يتبعون الإدارة البرتغالية الجديدة التي كانت تطالب بأموال إضافية وضرائب متزايدة وضغط أكثر من ذي قبل. فلم يعد لحاكم هرمز أي سلطة فعلية في بلاده. بالمقابل لم يتمكن البرتغاليون من تسيير دفة الحركة الاقتصادية في هرمز كما كانت بالسابق، وبسبب القبضة العسكرية بدأ الركود يخيم على المملكة وانتهى زمن الازدهار والرخاء الذي عاش الهرمزيون في ظلاله أكثر من قرنين من الزمان. مما أدى إلى تجدد الثورات في الخليج ومناطق عمان الساحلية.

### الفترة 1525-1529
في سنة 933هـ/1526م اندلعت انتفاضة جديدة من جانب سلطان هرمز وبتحريض من وزيره شرف الدين ومدن ساحل عمان مسقط وقلهات، بسبب الظلم والتسلط في تحصيل الضرائب وابتزاز الأموال التي كان يقوم بها قائد الحامية البرتغالية في هرمز «دي ميلو». ووصلت أصداء تلك الثورة إلى الهند البرتغالية فقام حاكمها لوبو فاز دي سامبايو [الإنجليزية] بقيادة حملة إلى الخليج في مايو 1527 لإقرار النظام. ولكن الحملة عند وصولها لم تلجأ إلى العنف، بل استمعت إلى الشكاوي المرفوعة ضد رؤساء الحاميات البرتغالية في المدن الثائرة والتحقيق فيها وإقالة بعضهم.
وفي سنة 934هـ/1528م عاد شيخ المنتفق مغامس بن مانع ليستولي على البصرة مرة أخرى من الوالي الصفوي، ويصبح حاكمًا عليها. عندئذ كتب حاكم هرمز البرتغالي إلى ملك البرتغال، ذكر فيها أن مغامس أنشأ إسطول خاص لإمارته، ونبه إلى خطورة عمله على النفوذ البرتغالي في المنطقة، وطالب بخضوع البصرة لحكم هرمز. ورغم ذلك فإن الشيخ مغامس طلب من البرتغاليين في السنة التالية 1529م/935هـ مساعدته ضد خصومه (آل عليان، وهي إمارة عربية قامت في منطقة الجزائر شمالي البصرة، وتنحدر من قبيلة شمر، وكان مقرها المُدَينة) وذلك مقابل منحه إياهم بعض التسهيلات الملاحية والإغراءات الإقتصادية. وفعلا قام ملشبور تافرز دي سوزا بحملة لمساعدته، ولكنه لم يف بوعوده معهم، فانتقم دي سوزا بأن قصف منطقتين في البصرة قبل عودته، وذكر ويلسون أن وعوده كانت تسليم سبع سفن تركية إليهم، وأيضا منع الأتراك من ممارسة التجارة في البصرة.

### ثورة 1529 في البحرين
أدى اعتقال الوزير شرف الدين ونفيه سنة 1529م إلى غضب شقيقه بدر الدين الذي يحكم البحرين باسم هرمز، فقام بحركة تمرد والثورة. وهناك عامل آخر ساعد باندلاع الثورة في جزر البحرين، وهو أن البرتغاليين رفعوا في سنة 1529 الضريبة السنوية التي تدفعها هرمز إليهم إلى 100 ألف أشرفي، وبالتالي زادت الضريبة على البحرين إلى الضعف تقريبًا، مما أدى إلى رفض بدر الدين دفع ضرائب البحرين وعصيان الأوامر البرتغالية. فقرر داكونها إرسال أخيه «سيماو داكونها» على رأس حملة تأديبية مؤلفة من 5 سفن وبدعم من 6 سفن أخرى مزودة بالمدافع بقيادة ديسوزا. وكان هدف الحملة هو إخماد الثورة وإعادة احتلال قلعة البحرين وأسر حاكمها بدر الدين الذي جمع حوله 800 مقاتل وتحصن بالقلعة ورفض تسليمها للبرتغاليين. وعند وصولهم البحرين أرسل إليهم خطابًا يخبرهم بأنه تحت حماية سلطان هرمز، وأنه لا يرغب بالحرب، وتقدم بعرض صلح مشروط. لكن البرتغاليين لم يستجيبوا له. فلما نزل سيماو البر لاحظ أن الحصن منيع جدًا، على عكس ماقيل له بأنه ركام. ومع ذلك فقد نصب المدفعية وشرع في إطلاق النار على مدى 3 أيام متواصلة إلى أن نفذت الذخيرة من البارود، ولم يتمكن من اقتحام القلعة رغم تصدع بعض جدرانها. فأرسل سفينة إلى هرمز لجلب المزيد من الذخيرة، فعادت بعد 14 يومًا. وخلال تلك الفترة سرت الحمى بين الجنود البرتغاليون والهرامزة، واستشرى المرض لدرجة أنه انعدم من يقوى منهم على سحب المدفعية إلى المراكب. ومن مجموع 450 أو 500 محارب ذهبوا إلى المعركة، لم يبق على قيد الحياة من الجنود القادرين على القتال سوى 35 جنديًا برتغاليًا. عندئذ قرر الغزاة الانسحاب والتراجع إلى هرمز، وفي طريق العودة ازدادت حالتهم سوءا، فمات أكثرهم بمن فيهم «سيماو داكونها» قائد الحملة. وهكذا انتهت حملة البرتغاليين ضد ثورة البحرين إلى كارثة إلا أن البرتغاليين عاددوا من جديد لفرض سيطرتهم على البحرين بفضل الإمدادات التي وصلتهم من الهند.

### 1550-1530
بعد أن رفع «نونو داكونها» الضريبة السنوية على هرمز إلى 100 ألف أشرفي، ولم تتمكن هرمز من دفعها، فتراكم المتأخر المستحق إلى أن بلغ 377 ألف أشرفي في 1539، فاستمر التأخير بالدفع يتصاعد حتى بلغ نصف مليون أشرفي سنة 1543. وبعد أن عجز الملك الهرمزي عن أداءها اتهمه البرتغاليون بالجنون، ثم قتل مسمومًا، وفرض على خليفته توقيع معاهدة جديدة مع البرتغاليين تنازل لهم بموجبها عن كل جمارك هرمز، وفي المقابل خصصوا له مبلغ 1800 أشرفي في السنة لإعالة نفسه، و10 آلاف أخرى لدفع نفقات الموظفين، بمن فيهم أمر الجمرك البرتغالي في هرمز، علمًا بأن عائدات هرمز من الجمارك التي أخذها البرتغاليون بلغت في تلك السنة 109 ألاف أشرفي. وقد ذكر ويلسون أنه بعد أن بلغ المتأخر من الجمارك نصف مليون أشرفي ( وقيل دوقية أو دوكات) وافق حاكم الهند البرتغالي على اعفاء سلطان هرمز سلغور شاه من دفع المتأخرات بعد أن اقتنع بعجزه عن السداد، وفي المقابل أرغمه على الموافقة على تولي مشرفين برتغاليين لتحصيل رسوم الجمارك مع احتفاظ الموظفين المحليين بوظائفهم.
وفي البحرين، ظهرت عدة روايات بعد انتهاء ثورة 1529 أهمها: أن الريس بدر الدين قد غادر البحرين إلى فارس مع عائلته متعهدًا بعدم التدخل في شؤون البحرين. ولم تسجل المصادر تعيين هرمز أي خلف له في البحرين بعد ذلك. والرواية الثانية أن البرتغاليين عادوا من جديد لفرض سيطرتهم على البحرين بفضل الإمدادات التي وصلتهم من الهند، وخلعوا حاكم البحرين وولوا بدلا عنه حاكمًا فارسيا سنيًا. وكان هذا الحاكم هو «جلال الدين مراد محمود شاه» الذي حكمها حتى سنة 1577م. وسمي في المصادر العثمانية باسم «مراد باشا»، حيث استغل وصول العثمانيين للمنطقة، فذهب إلى بغداد لإظهار خضوعه لهم سنة 1534م، وبعدها امتنع عن دفع الإتاوة إلى هرمز منذ 1534 وحتى 1544.
وفي سنة 1535 كان طرفي الخليج العربي تحكمه قوتان، العثمانيون في الشمال في البصرة والبرتغاليون في الطرف الجنوبي، والطريف أن مانع بن راشد حاكم البصرة قد راسل البرتغاليين طلبًا لمساعدتهم، في حين بدأ شاه هرمز الذي يكره البرتغاليين بطلب المساعدة من العثمانيين. فعندما تمرد الشيخ مانع على العثمانيين، أرسلوا إليه جيشًا وطردوه من البصرة سنة 1546م وقيل 1544م فأرسل خطابًا إلى لويس فلكاو بريرا قبطان هرمز الجديد طلب فيها المساعدة ضد العثمانيين مقابل عدد من الامتيازات في البصرة، من ضمنها إنشاء حامية لهم في المدينة، واستعداده أيضا لتسليم القطيف إليهم مقابل دعمهم لإسترجاع البصرة إليه. فأرسل فلكاو مبعوثًا إليه مطالبًا إياه بتسليم القطيف قبل أي عمل عسكري مشترك لإسترجاع البصرة، وأن يتعهد إليه بدفع إتاوة سنوية لهرمز بعد استعادة البصرة. وعندما فشلت المفاوضات شن البرتغاليين والهرمزيون حملة على القطيف في نوفمبر 1545، حيث انتهت الحملة بتدمير قلعة القطيف، وتسليمها إلى الوزير بدر الدين الذي رافق تلك الحملة، علما بأن الشيخ مانع قد تفادى المواجهة في تلك الحملة،. وقد أرسل والي البصرة العثماني إلى مقر الحاكم البرتغالي في هرمز مندوبًا لإقناعهم بتنشيط التجارة معهم. ولكن المفاوضات فشلت، فقام العثمانيون ببسط سيطرتهم على القطيف سنة 1550م/957هـ، واستمر حكمهم على الإحساء والقطيف حتى سنة 1671، أي لمدة 121 عامًا.

## النزاع العثماني البرتغالي في الخليج

### حملة سليمان باشا
استلم السلطان سليمان القانوني في محرم 946هـ/يونيو 1539م استغاثة من السلطان محمود شاه [الإنجليزية] سلطان كجرات على تعديات البرتغاليين على سلطنته. فكلف والي مصر سليمان باشا بالتحرك لإصلاح سواحل الجزيرة العربية ومنع التجاوزات البرتغالية في الهند. فسار سليمان باشا على رأس أسطول من 80 سفينة تقل 20 ألف مقاتل، فأبحر من السويس نحو عدن فاستولى عليها، ثم استولى على مسقط، وتوجه بعدها إلى هرمز فحاصرها ولكنه لم يقدر عليه، ثم توجه إلى ساحل عمان وقطر وسقطت في يده أغلب القلاع البرتغالية، وقد أشعل هذا لهيب ثورة أهل القطيف ضد البرتغاليين، فأطاحوا بهم وأخرجوهم من قلاعهم وسلموها للعثمانيين. غير أن البرتغاليين سرعان ما أرسلوا حملة من الهند تحوي 19 سفينة بها 1200 مقاتل في سنة 1550، ولما وصلت الحملة إلى هرمز انضم إليها 3 آلاف مقاتل هرمزي. ثم توجهت الحملة إلى القطيف وحاصروا الحامية العثمانية، وقد تمكنوا من دك قلعة القطيف بالمدافع واقتحامها، ثم توجهوا نحو البصرة وحاصروها لمحاولة السيطرة عليها، ولكنهم انسحبوا منها دون قتال.

خط حملة بيري ريس

### حملة بيري ريس
بعد أن استرد البرتغاليون القطيف، جهز العثمانيون في يوليو 1552م/959هـ حملة بحرية من 30 سفينة و16 ألف مقاتل بقيادة بيري ريس ذو الثمانين عامًا، فاتجه بيري بك نحو مسقط فاستولى عليها بعد قصف متواصل لمدة 18 يومًا، وأسر قائد حاميتها جواو دي لسبوا مع رجاله وعددهم 60 شخصًا وأخذ المدافع البرتغالية، ثم وصل هرمز في 19 سبتمبر 1552 فحاصرها 20 يومًا، ولكنه علم أن أغنياءها قد هربوا إلى قشم، فتحول إليها بعد أن عجز عن هرمز، فاستولى في قشم على أموال طائلة. وبعدها توجه إلى البصرة، وفي البصرة بلغته أنباء بأن أسطولاً برتغالياً قوياً قدم من غوا نحو هرمز وأنه يتوجه لإغلاق مضيق هرمز بوجهه. فارتبك بيري ريس تاركًا إسطوله في البصرة وعاد بـ 3 سفن ومفرزة صغيرة إلى السويس، وقد كلف هذا التصرف حياته، حيث أعدم بأمر الخليفة سنة 1555م/962هـ في مصر. لا شك أن فشل حملة بيري ريس قد ساهمت بتدني سمعة البحرية العثمانية، كما ترك انطباعًا في الخليج أنه لا يمكن قهر البرتغاليين. بالإضافة إلى اتهام بيري ريس بأنه تلقى رشوة نظير رفع حصاره عن هرمز، وأن غرضه الأساسي من الحملة هو جمع الثروات.

### حملات أخرى

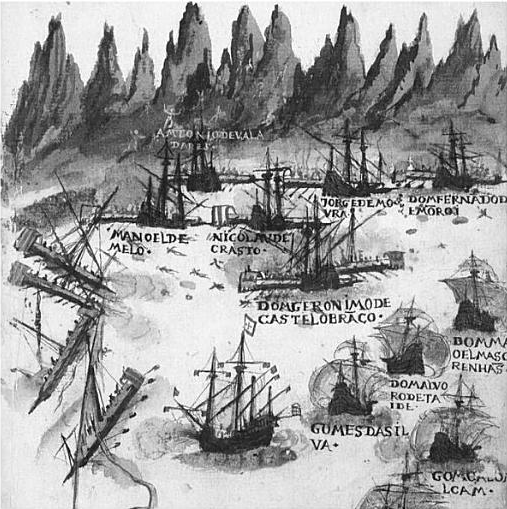
وقوع القبطان سيدي علي ريس وقوادسه في كمين نصبته القوات البرتغالية أثناء محاولته إعادة أسطوله من البصرة إلى السويس في أغسطس 1554

وفي أغسطس 1553م عهدت قيادة الأسطول العثماني في البصرة بعد بيري ريس إلى مراد بيك أو مراد ريس -وهو مغربي من فاس- كان متصرف لواء القطيف عندما هاجمه البرتغاليون وأخذوها منه، وأوكلت إليه مهمة نقل الإسطول العثماني الذي تركه بيري ريس في حالة سيئة إلى السويس. فأقلع بإسطول من 15 سفينة وبارجتان، وعند رأس مسندم اصطدم مع الإسطول البرتغالي بقيادة أنطونيو دي نورونها، فانهزم وقتل العديد من جنوده منهم من قادة إسطوله، واتلفت عدة سفن وتعطلت أخرى، مما اضطره إلى الرجوع إلى البصرة في نوفمبر 1553م/ذي الحجة 960هـ، فابلغ الحكومة العثمانية في إسطنبول بتفاصيل ما جرى. وقد خسر البرتغاليون من تلك المعركة خسائر عظيمة، ولكن بقيت قوتهم البحرية أقوى من القوة العثمانية.
وفي الشهر التالي ديسمبر 1553/ محرم 961هـ أمر السطان العثماني سليمان خان القائد البحري التونسي سيدي علي بك بن حسين ريس بالتوجه إلى البصرة ليتسلم قيادة الإسطول العثماني من مراد ريس. فقدم البصرة أواخر يناير 1554م/صفر 961هـ، حيث قضى 5 أشهر محاولًا إصلاح ماأمكنه من السفن المعطوبة، وبعدها أرسل والي البصرة شخصا يستكشف سواحل جزيرة هرمز، وبعد أن أمضى شهرًا في فرقاطته يستكشف الجزيرة لم يجد سوى أربع بوارج موسمية، فعاد إلى البصرة بتلك المعلومات. عندها أبحر علي ريس بتاريخ 1 يوليو 1554م/1 شعبان 961هـ بإسطوله من شط العرب إلى هرمز ومتوجها نحو مصر، ولكن عند وصوله خور فكان يوم 9 أغسطس/10 رمضان تعرض لهجوم من سفن برتغالية دامت حتى حلول الظلام، وأسفرت عن هزيمة البرتغاليين. وبعدها بـ 16 يوما -يوم 25 أغسطس/26 رمضان- وصل الإسطول سواحل عمان، ولكن فاجأتهم سفن البرتغاليين مجددًا، فاندلعت معركة كبيرة أسفرت عن فقدان وإغراق العديد من سفن الطرفين، وكذلك عدد من القادة العثمانيين. وبعدها تعرض الإسطول العثماني لعواصف وزوابع رهيبة دفعت به إلى سواحل الهند، حيث تشتت الجنود عن علي ريس فعاد هو ومن معه إلى بغداد.

### حصار البحرين 1559
وفي سنة 1559م قام مصطفى باشا فروخ والي الاحساء بمحاولة لاحتلال جزر البحرين، بقوة ضمت سفينتين وسبعين مركبًا شراعيًا و1200 من الإنكشارية، وكان ذلك في 13 رمضان 966هـ/19 يونيو 1559م وحاصر قلعة البحرين، فاستنجد حاكم البحرين مراد شاه بأنطونيو نورونها الحاكم العسكري لهرمز. فتحرك إسطول برتغالي من 10 سفن نحو البحرين، فاستدرجه العثمانيين إلى كمين وألحقوا به خسائر كبيرة بلغت 70 رجلًا، ثم أرسل نورونها حملة برتغالية أخرى تضم 22 سفينة، فتمكنت من دحر المقاومة العثمانية في البحر، ثم تقدم نحو الساحل التي كانت محاطة ببقية الأسطول العثماني، فاشتبك الطرفان. فقام محمد بيك قائد سنجق الإحساء بقيادة جنود الإنكشارية ممن جيء بهم من بغداد، وهاجم كل من يحاول النزول إلى البر من البرتغاليين، أما مصطفى باشا فقد كان يدير المعركة من المنامة. أما مراد شاه فقد كان يخوض سلسلة من المعارك ضد القوات العثمانية بـ 300 جندي فارسي وفرقة من الفرسان العرب بهدف دعم القوات البرتغالية، إلا أن القوات البرتغالية قد أوشكت على الانكسار، وقتل جواو دي نورونها قائد الحملة، فأرسل حاكم هرمز البرتغالي بإيفاد بديل له ثم تبعه بنفسه. فبدأ بتطويق القوات العثمانية بين دفاعات البحرين البرية والإسطول البرتغالي، وفي تلك اللحظات قتل مصطفى باشا قائد الحملة العثماني، فانهارت معنويات جيشه، ودبت المجاعة بينهم.
ونتيجة لتلك الأوضاع رغب الطرفان بالتفاوض، العثمانيين أمام حاكم البحرين وقائد الإسطول البرتغالي. وتم الاتفاق على أن يفرج العثمانيون عن الأسرى البرتغاليين لديهم، ويعيدوا ماغنموه من الحرب، وأن يدفعوا 100 ألف دوقية للبرتغاليين مقابل السماح لهم بالعودة إلى القطيف سالمين.

### حملة علي بيك
بعد اتحاد البرتغال مع إسبانيا (1580-1640) تجددت محاولات العثمانيين لدحرهم من الخليج، ففي سنة 989هـ/1581م أرسل السلطان العثماني مراد الثالث حملة بحرية بقيادة الريس أمير علي بيك التابع لوالي اليمن، وسارت الحملة بأربع سفن إلى الخليج العربي وفقد في الطريق إحدى السفن، فوصل مسقط بثلاث سفن حيث استطاع بمساعدة عرب مسقط أن يحاصرها، وجاءت النجدة للبرتغاليين من هرمز بقيادة لويس دي الميدا بثماني سفن، الذي غيَّر هدفه فاتجه إلى ميناءي جوادر ويتس على ساحل مكران فنهبها ودمرها، واستطاع الريس علي من هزيمة البرتغاليين في مسقط، وعاد بعدها إلى عدن ثم إلى شرق إفريقيا، وهناك هاجم المراكز البرتغالية في ممباسا وماليندي، وكان ظهوره أمام السواحل الإفريقية الشرقية سنة 1585م قد رفع من معنويات السكان الذين لاقوا الأمرين من البرتغاليين، وأعلنوا ولاءهم للسلطان العثماني بعد أن شجعهم علي بيك على الثورة وأوهمهم بوصول أسطول تركي كبير، لكنه لما عاد إلى البحر الأحمر أرسل البرتغاليون الفونس بميرو لإعادة إخضاع المنطقة، عادوا ودفعوا الجزية للبرتغاليين، ثم استنجدوا بعلي بك الذى عاد سنة 1588م بقوات كبيرة وأخذوا يستعدون لحماية ممباسا لكن خطراً من الداخل ألم بهم ووقع المدافعون عن المدينة من أتراك وعرب محليين تحت حصارين، الأول قبائل (الوازمبا) من البر، والثاني من البرتغاليون، وهكذا ضاع أمل ممباسا وجاراتها من التخلص من البرتغاليين. وقد وقع الريس علي في أسر البرتغاليين في إحدى المعارك سنة 998هـ/1589م، فأرسلوه إلى لشبونة حيث حاولوا تنصيره بالقوة، ولكنه مات تحت التعذيب.
كانت تلك آخر حملة عثمانية ضد البرتغاليين في القرن السادس عشر الميلادي. حيث توقفت حملاتهم البحرية على الخليج العربي وانحسر نفوذهم فيه بسبب انغماسهم في صراع مع الفرس في الفترة 1578-1639. بالإضافة إلى عدم قدرتهم على التنسيق بين قاعدتهم الاولى في السويس وقاعدتهم الثانية في البصرة من جهة، وضعف امكاناتهم البحرية في المنطقة حيث كانت سفنهم صغيرة وغير قادرة على مواجهة السفن البرتغالية الكبيرة، ولكن في الوقت الذي فشل فيه العثمانيون من السيطرة على هرمز لم يتمكن البرتغاليون من بسط سيطرتهم على سواحل البصرة والقطيف، وبالتالي أضحت البحرين بمثابة منطقة عازلة بين البرتغاليين في هرمز وخليج عمان وبين العثمانيين في الاحساء والبصرة، وإن عادت إلى التبعية الإسمية للبرتغاليين ولحاكمها في هرمز إلى سنة 1602، أي سنة التي استولى الصفويين عليها.

## الفترة 1580-1602

### ثورة حاكم لار
بعد تولي تورانشاه السادس الحكم سنة 1582 واجه تحديًا كبيرًا لسلطته؛ فقد أعلن حاكم مدينة لار الثورة على الحكم الهرمزي-البرتغالي سنة 1583، وقام باحتلال إقليم شامل (ربما إقليم قشم)، وامتدت ثورته إلى جزيرة قشم، فأرسل جيشًا تمكن من الاستيلاء على قرية بستانه، وضرب حصارًا على هرمز، ومنع دخول المؤن إليها من المناطق المجاورة. وجهز تورانشاه جيشًا لإخماد الثورة مكونًا من 3800 مقاتل هرمزي سانده جيش برتغالي من 800 جندي، ورغم ذلك لم يتمكن الهرمزيون من إخماد ذلك التمرد إلا عقب وفاة حاكم لار واختلاف ولديه على الحكم. فتمكن شيخ هرمز والبرتغاليين من إعادة احتلال قلعة قشم التي كانت قوية الاستحكامات ويصعب اختراقها بحكم موقعها الجغرافي، وطرد قوات اللاريين بعد أن أوقع بهم مذبحة كبيرة.

### حملة نخيلوه
في سنة 994هـ/1585م حاول البرتغاليون شن حملة بحرية على نخيلوه التي تقع على البر الفارسي من الخليج العربي، بعد أن عانوا منهم متاعب كثيرة بسبب قرصنة سكان نخيلوه للإمدادات المتجهة إلى هرمز. وكانت الحملة بقيادة بدرو بيريرا ورافقه الكثير من النبلاء وحوالي 600 مقاتل ونزلوا إلى الساحل، وكان نزولهم عشوائيا حيث كان أهالي نخيلوه يراقبونهم. فما أن نزلوا جميعا حتى أخذوا على حين غرة، فهاجمهم حوالي 500 شخص من الأهالي على أقدامهم وعلى خيولهم، فطوقوا البرتغاليين ودفعوهم إلى حافة البحر، مما تسبب بمقتل أكثر من 250 رجلا عدا من غرق منهم. وكانت تلك أقوى هزيمة مرت بحكومة الهند البرتغالية

## القرن 17 وانهاء الوجود البرتغالي
في سنة 1580م غزا ملك إسبانيا فيليب الثاني البرتغال عقب اندلاع أزمة الخلافة بعد مقتل ملكهم سيباستيان سنة 1578م في معركة وادي المخازن، موحدا تاجين ملكيين وإمبراطوريتين عالميتين، تحت حكم هابسبورغ الإسبانية. ومع الفوائد التي جناها البرتغاليون من الوحدة، إلا أن إسبانيا جرتها في صراعات ضد إنكلترا وفرنسا والجمهورية الهولندية التي بدأت توًا بإنشاء إمبراطورياتها العالمية وبدأت تنافس البرتغال في مستعمراتها. فبعد انتصار انجلترا الباهر على الأرمادا الإسبانية سنة 996هـ/1588م اندفعوا إلى الشرق عبر رأس الرجاء الصالح بعد أن عرفوا المنافع الهائلة التي عادت على البرتغاليين من الشرق. بالمقابل ظهر عباس الكبير على رأس الدولة الصفوية 996هـ/1587م-1038هـ/1629م، وهو أحد أقوى سلاطين السلالة الصفوية، حيث تمكن من تقوية الجيش الصفوي، وما أعقبه من تحرير هرمز وإنهاء الوجود البرتغالي على السواحل الفارسية و احتلاله البحرين.

### احتلال الصفويين للبحرين
بعد وفاة حاكم البحرين ركن الدين محمود شاه سنة 1600 وفراغ السلطة فيها، أرسل حاكم هرمز فيروز شاه حاكمًا جديدا على البحرين واسمه ركن الدين مسعود فالي. وبعد أن تسلم الحاكم الجديد زمام الأمور شعر بأن القوات البرتغالية والتجار البرتغاليون هناك يتدخلون في كل الأمور ففكر في التخلص منهم والاستقلال بحكم البحرين، فأوفد شخصًا اسمه معين الدين فالي إلى حاكم منطقة فارس لهوردي خان 1595-1614 طالبًا منه المساعدة في التخلص من النفوذ البرتغالي-الهرمزي في البحرين. وقد وافق هذا الحاكم بعد مشاورة الشاه عباس الأول الذي كان يرغب في ضم البحرين إلى السلطة الصفوية، فتقدمت الجيوش الصفوية فباغتت البحرين وألحقت هزيمة بالقوات البرتغالية ودخلها لهوردي خان وسيطر بصورة مؤقتة على البحرين، وعندما حاول البرتغاليون تشكيل أسطول لاستعادة البحرين قام لهوردي بالإغارة على قاعدتهم العسكرية في جمبرون مما أجبر البرتغاليين  على رفع الحصار عن البحرين ويعودوا إلى ميناء جمبرون لحمايته تاركين الجزيرة التي خرجت عن سلطتهم نهائيًا.
وقد حاول فيليب الثالث ملك إسبانيا ان يسترجع البحرين من الشاه سلميًا، إلا أن الشاه رفض ذلك، بيد انه كان يخطط للقضاء على الوجود البرتغالي في هرمز والخليج.

### الاستيلاء على هرمز
بسبب ضعف قوتهم البحرية طلب إمام قولي خان حاكم شيراز -بإيعاز من الشاه- من الإنجليز المساعدة من إسطولهم في تحرير هرمز، وبدأ بالضغط عليهم بالتهديد في إلغاء الامتيازات الاحتكارية لشركة الهند الشرقية. فوجد ممثلو الشركة أنفسهم في ورطة حقيقية لعدم رغبتهم بمحاربة البرتغاليين، وليست لديهم الرغبة في فقدان مصالحهم التجارية الاحتكارية المربحة في إيران. فوافقوا على الطلب ولكنهم حددوا شروطًا معينة مقابل طرد البرتغاليين من هرمز وتسليمها لهم، وهي: تقاسم غنائم هرمز بالتساوي، وتقاسم الرسوم الجمركية العائدة من مرور التجارة في هرمز بينهما، وأن يقوم الإنجليز بالتجارة في هرمز بعد تسليمها للصفويين بدون رسوم جمركية، وأن تعفى تجارتهم من الضرائب في ميناء بندر عباس القريب من هرمز. وافق الشاه عباس على الشروط بعد إدخال بعض التعديلات فيها، فوقع الاتفاق ممثل شركة الهند الشرقية الإنجليزية في إصفهان السير مونكس وإمام قلي خان أحد قادة الشاه عباس في 8 يناير 1622م. وعرفت باسم اتفاقية ميناب.
أحس البرتغاليون بأن وجودهم بالخليج بات مهددًا بالزوال نتيجة للوجود الإنجليزي هناك، واحتمال تعاونهم مع شاه فارس القوي الذي لابد أن يقوم عاجلا أو آجلا بطردهم. لذلك فقد قام ملك إسبانيا بتعيين ضابط برتغالي قدير وهو روي فيريرا لقيادة القوات في هرمز. وقد وصل هرمز يوم 20 يونيو 1620، فقام ببناء قلعة وقاعدة بحرية متقدمة في قشم بتاريخ 7 مايو 1621.
أرسلت شركة الهند الشرقية في سورات خمس سفن بحرية وأربعة بوارج يوم 19 يناير 1622م لمساعدة الصفويين في الاستيلاء على جزيرة هرمز، وكانت القوات الفارسية مرابطة في جمبرون ومعها عدد كبير من السفن المحلية للمساندة، حيث توجهوا إلى قشم أولا، فهاجموا قلعتها يوم 27 يناير، فاستسلم جنودها لأنه لم يصلهم أي عون من هرمز. فاستولوا على 17 مدفعًا وأسر حوالي 1000 شخص، بينهم فيريرا الذي لم يسلم للفرس حسب الاتفاقية، حيث أُرسِل ومعه أربعة من مساعديه إلى سورات. ثم أبحرت السفن الإنجليزية ومعها نحو 200 مركب فارسي من جمبرون ورست بالقرب من هرمز في 9 فبراير 1622 واتخذت مواقعها، وفي اليوم التالي نزلت القوات الفارسية وأخذت مواقعها حول المدينة دون مقاومة، وبدأت العمليات ضد قلعة هرمز من البر، وكان التقدم بطيئًا جدًا، وأبدى البرتغاليون رغم قلتهم وتفشي المرض بينهم دفاعًا باسلًا. وفي 24 فبراير أشعل الإنجليز النار في السفينة القائدة للبرتغاليين «سان بيدرو» ودمروها. وفي 17 مارس استطاع لغم فارسي أن يحدث ثغرة في سور القلعة، ولكن استطاع المدافعون أن يصدوا الهجوم الفارسي وتكبيده خسائر كبيرة. ثم عمد البرتغاليون المحاصرون إلى إحراق المدينة لمنع احتماء الفرس.
وكاد الجيش الفارسي أن يتعرض لمجاعة بسبب نقص المياه والإمدادات، كما كان تسليحه سيئا جدًا، فلديهم نقص كبير من السلاح والتجهيزات. وخرق قائدهم الاتفاق مع الإنجليز أكثر من مرة باتصالاته المنفردة مع البرتغاليين، وعقده اجتماعات معهم دون ابلاغ الإنجليز بذلك. ومع بداية شهر أبريل أخذت الحامية البرتغالية تعاني من الأمراض ونقص في التموين. وفي 14 و17 أبريل فتحت الألغام ثغرات جديدة، فقاموا بهجوم كبير، ولكن استطاع البرتغاليون ومن معهم أن يصدوهم. وظل الفرس يومهم كله محتشدين تحت لهب الشمس دون ماء أو طعام، وكان كافيًا أن يقتل نصفهم. ثم قاموا بهجوم آخر يوم 18 أبريل ولكنه فشل. وفي 19 قاموا بهجوم جديد استطاعوا أن يحتلوا باحة الحصن وتراجع البرتغاليون إلى المعاقل الداخلية للقلعة.
وفي يوم 21 أبريل أرسل قائد الحامية البرتغالية إلى الإنجليز، يطلب فيها وساطتهم مع القائد الفارسي، قال أنه سيستسلم إلى الإنجليز. فتم الاتفاق على هدنة يومين لوضع صيغة للشروط. وفي 23 أبريل سلم البرتغاليون أنفسهم للإنجليز واشترطوا أن ينقلوا إلى مسقط أو الهند، وأنزل العلم البرتغالي من على قلعة ألبوكيرك بعد أن ظل يرفرف عليها أكثر من 100 عام.

### حصار البصرة
بعد نجاح الشاه عباس الأول في الاستيلاء على هرمز، سعى إلى أن يتبع ذلك بنجاح آخر، فقام باحتلال صحار وخور فكان. إلا أن البرتغاليين طردوه منهما، ودمروا بعض القرى بين جاسك وجمبرون على الساحل الفارسي. بعدها توجه الصفويون صوب العراق مستغلين ضعف الدولة العثمانية ومشاكلها الداخلية فاحتلوا مناطق واسعة من العراق، حتى تمكنوا من بغداد واحتلوها سنة 1624م، فتوجهت أنظار الشاه نحو البصرة، التي حافظت على تبعيتها للدولة العثمانية. وكانت علاقة علي باشا أفراسياب مع البرتغاليين ضعيفة حتى سقوط هرمز، حيث تحسنت علاقاته معهم وكثر اتصالهم بالبصرة للمتاجرة معها، مما سبب ذلك خللًا اقتصاديا مع ميناء بندر عباس الذي أسسه الشاه. فتابعيتها للدولة العثمانية، وحماية علي باشا أفراسياب والي البصرة للتجارة البرتغالية من الأمور أدت إلى استياء الشاه عباس، فأرسل إليه بترك التبعية العثمانية والتحول إلى التبعية الصفوية وفي المقابل يكون واليًا وراثيًا، ولا يقدم شيئًا من الضرائب، وله مايريد من الصلاحية المحلية إلا أن علي باشا رفض تلك الإغراءات، وتوجه بطلب المساعدة من البرتغاليين بعدما لمس حالة الضعف لدى الدولة العثمانية، ومدركًا حالة الخلاف القائمة بين البرتغاليين وبين الشاه عباس. وقد وافقوا على مساعدته لحماية مركزهم التجاري في البصرة، لأنهم مدركون أن سيطرة الشاه على جنوب العراق تعني القضاء على تجارتهم في الخليج العربي.
أمر الشاه عباس في 1624م/1033هـ حاكم شيراز إمام قلي خان بالتحرك لاحتلال البصرة مرورًا بقبان في الأحواز، وكونها قريبة من الحدود فقد كانت القبان أول القرى التي حاصروها، ولكن قصفتهم السفن البرتغالية فارتدوا راجعين. ثم كرر علي باشا الطلب من العثمانيين المعونة، إلا أن أمله بالمعونة كان ضعيفًا، لأن الصفويين قد قطعوا طريق دجلة والفرات، ولكن وصلته معونة غير منتظرة تتألف من 5000 من أعوان والي الحويزة منصور المشعشعي الفارين من إمام قلي. وما أن حل مارس 1625م/1035هـ حتى كرر إمام قلي خان هجومه على البصرة، وكانت قوة علي باشا صغيرة، فأعار البرتغاليون للباشا 5 سفن مسلحة بعد أن دفع لهم ما أرادوا، وقسمت القوة البحرية حيث رافقت ثلاث سفن علي باشا إلى القرنة حيث كان متوقعا أن يعبره الفرس. وانحدرت اثنتان منهما إلى الجنوب لوقف أي تقدم قد يحدث في تلك الجبهة. إلا أن أمرًا قد طرأ على تلك الحملة، وهو انسحاب القوات الصفوية فجأة تاركة كل شيء حتى آلات المعسكر من دون أن تطلق طلقة واحدة. ومن المحتمل أن سبب الانسحاب هو حدوث اضطراب في شيراز أو ورود أمر من إصفهان، فجرى إنقاذ البصرة للمرة الثانية.
وفي 1628م/1037هـ وقيل 1629م/1039هـ قام إمام قلي خان بمحاولة ثالثة للهجوم على المدينة، فسارع علي باشا إلى تجميع قواته وطلب المساعدة من العشائر المحيطة بالبصرة لمواجهة الهجوم، ثم عمد إلى كسر سدود المياه التي تحفظ المدينة من الغرق، فغمرت المياه البطاح المحيطة بالمدينة، فساهم ذلك بقوة بمنع أي اختراق صفوي على المدينة. بالإضافة إلى ذلك أدت وفاة الشاه عباس الأول إلى انسحاب القوات الفارسية عن البصرة. ومع ذلك فقد بقي علي باشا خارج المدينة لمدة 3 أشهر خوفا من أن يكون انسحاب القوات الفارسية هي مجرد خدعة عسكرية ليعاودوا الهجوم مرة أخرى، ولكنها كانت الأخيرة.

### نهاية الهيمنة العسكرية
بعد انتهاء حصار البصرة عقد روي فيريرا حاكم مسقط العسكري البرتغالي معاهدة مع الفرس وافق فيها على عدم إرسال سفنه الحربية إلى البصرة والقطيف لمساعدة الأتراك، وكذلك تقسيم عوائد بندر كنجي بنسبة 50%، بالمقابل وافق الفرس على عدم التعرض للقواعد البرتغالية الموجودة في رأس مسندم وخاصة مدينة خصب، كما اتفق الطرفان على أن يقوم كل منهما ببناء قلعة أو قلعتين في مدينة جلفار. وبدا بعدها انعدام الوجود العسكري البرتغالي في الخليج العربي عدا قاعدة جلفار المشتركة مع الفرس، ولكن كانت لهم قواعد أخرى قوية في الساحل العماني من خليج عمان وبحر العرب مثل: مسقط وصور وصحار وقريات ومطرح وخور فكان ودبا، وكذلك في ساحل مسندم مثل خصب وقدا وغيرها. وسبب تمكنهم بالساحل العماني هو تفكك عمان، حيث كانت أوضاعها مزرية والبلاد منقسمة إلى ملوك وطوائف حتى سنة 1624م/1034هـ عندما اتفق علماء الرستاق على تولية ناصر بن مرشد اليعربي الإمامة، وهو مؤسس دولة اليعاربة. فكان ذلك فاتحة خير للعمانيين لإخراج البرتغاليين والفرس من أراضيهم ومحاصرة قواعد البرتغاليين في أفريقيا والاستيلاء عليها.

## الخلاصة
ذكر محمد حميد السلمان: بأن لم يكن تأثير البرتغال على منطقة الخليج تأثيراً حقيقياً، «لأنه لم يحدث تطوراً اقتصادياً ملحوظاً أثناء السيطرة عليه، ولم يكتشف البرتغاليون منتجات جديدة للتصدير، كما لم يطوروا أسواقاً جديدة للمنتجات الأوروبية في المشرق؛ وحتى وهم في أوج قوتهم لم يتمكنوا من إبعاد التجار الآسيويين عن تجارة الخليج والمحيط الهندي». كما لفت إلى أن «البرتغاليين لم يُدخِلو أي عناصر جديدة في التجارة التقليدية الخليجية بين الموانئ الفارسية والعربية».

## الملاحظات
1. ↑  في منتصف القرن الخامس عشر نجح الإمام عمر بن محمد الخروصي في انتزاع الحكم من النبهانيين وأعلن قيام الإمامة الإباضية، إلا أنه ما لبث أن أطاح به النبهانيين بعد سنوات قليلة قضاها في الحكم، مما دفعه للاستعانة ببني جبر الذين نجحوا في إعادة تنصيبة إماما ً على عمان سنة 1487 وطرد الملك النبهاني سليمان، وبذلك أصبحت عُمان الداخل ضمن دائرة نفوذ بني جبر، خاصة عندما تجدد القتال بين النبهانيين والإباضيين في عهد الإمام محمد بن إسماعيل الذي خلف الإمام الخروصي، ونجح في قتل الملك سليمان النبهاني بفضل استعانته بالجبور وذلك سنة 1500.[12]
2. ↑  يوجد خلاف واختلاف في مصادر البحث حول إسم شيخ (آل مغامس) التي كانت تحكم البصرة في تلك الفترة، فهناك مصادر تقول بأنه «مغامس بن مانع آل مغامس»، وهناك أيضًا مصادر تقول بأن حاكم البصرة هو إبنه «راشد بن مغامس آل مغامس»، وقد يكون الرأي الآخر هو الأرجح كون المؤرخ الكبير عباس العزاوي ذكره في كتابه تاريخ العراق بين احتلالين، والله أعلم.[107]
3. ↑  ذكر أحمد باش أعيان بأنه قد جرت مواجهات، وأن القوات الفارسية انسحبت تاركة ورائها أعدادًا كبيرة من القتلى  والمعدات العسكرية دون تحقيق هدفها في احتلال البصرة.[175]